# 왕원빈

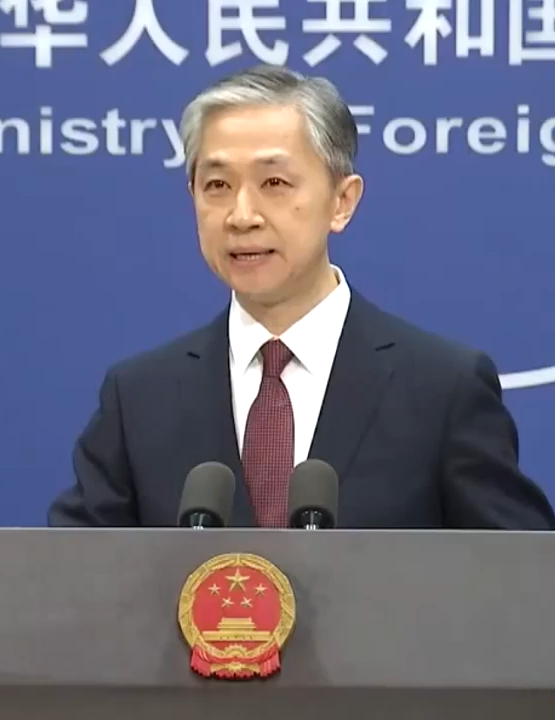

왕원빈(중국어: 汪文斌, 병음: Wāng Wénbīn, 1971년 4월 ~ )은 중국의 정치인이자 외교관으로, 현재 중화인민공화국 외교부 대변인, 외교부 공보부 부국장, 중국 공산당원이다. 파티. 1983년 외교부에 직책을 맡은 이래 32번째 대변인이다. 2018년부터 2020년까지 튀니지 주재 중국대사를 역임했고, 모리셔스, 세네갈 주재 중국대사관에서 근무했다.

## 공식 성명
2021년 2월, 왕원빈은 위구르족 학살을 '세기의 거짓말'이라고 불렀다.
2022년 12월, 왕원빈은 홍콩의 국가(國歌)를 검색하면 구글에서 영광이 다시 오길(Glory to Hong Kong)이 높은 순위에 오른 점을 언급하며 중국이 '국가의 존엄성을 단호히 수호'하는 것을 지지한다고 말했다.
왕원빈은 2023년 2월 중국 비행체 사건에 대해 지난해에만 미국 비행체가 중국 당국의 승인 없이 중국 상공을 10차례 이상 불법 비행했다고 말했다.